# Италијански врт
Италијански врт се обично односи на стил вртова који одражавају велике италијанске ренесансне вртове који су преживели у нечему попут свог оригиналног облика. У историји баштованства, током ренесансе, Италија је имала најнапредније и најцењеније вртове у Европи, што је у великој мери утицало на друге земље, посебно на француске паркове и холандске баште и, углавном преко њих, на баште у Британији.
Вртови су били формално успостављени, али вероватно на нешто опуштенији начин од каснијег француског стила, са циљем да се прошири или пројектује правилност архитектуре куће у природу. Башта овог стила, која користи много медитеранских биљака, често се свуда у свету назива „италијанском баштом“.
Од касног 18. века многе велике италијанске баште су преуређене у верзији енглеског пејзажног баштенског стила, а распон типова баште који се налазе у Италији је значајан, делимично у зависности од различитих климатских услова.

## Историја и утицај
На италијански врт су утицале римске баште и италијанске ренесансне баште. Принципи француске баште засновани су на принципима италијанске баште, али Андре ле Нотр их је на крају засенио по обиму и концепту у вртовима двораца Во-ле-Викомт и Версај током 17. века. Формални рани енглески врт био је под утицајем фонтана и каскада који су били елементи италијанске ренесансне баште, и иако постоје каснији водени елементи – на пример, 300 година стара каскада у дворцу Четсворт Хаус – италијански утицај је у Енглеској замењен формалним француско-холандским партерима и авенијама из седамнаестог века. Од раног осамнаестог века па надаље, захваљујући баштованима као што су Чарлс Бриџмен, Вилијам Кент, Ланселот Браун и Хемфри Рептон, дизајн баште у Енглеској је добио потпуно другачији, романтичан и неформалан заокрет.

### Римски утицај
Римски вртови били су у великој мери инспирисани грчким баштама и обично су били у перистилима. Администратори Римског царства (око 100. п. н. е. – 500. н.е.) активно су размењивали информације о пољопривреди, хортикултури, узгоју животиња, хидраулици и ботаници. Лукулови вртови (Horti Lucullani) на брду Пинцио на ивици Рима увели су персијски врт у Европу, око 60. године пре нове ере. Башта је била место мира и спокоја, уточиште од урбаног живота и место испуњено религиозним и симболичким значењима. Како се римска култура развијала и постајала све више под утицајем страних цивилизација кроз трговину, употреба вртова се проширила и баште су на крају напредовале у Старом Риму.
Основни стилови giardino all'italiana (италијанског врта) произашли су из поновног откривања римских модела од стране ренесансних научника. Они су били инспирисани описима римских вртова које је дао Овидије у својим Метаморфозама, у писмима Плинија Млађег, у Naturalis Historia Плинија Старијег и у Вароновом делу Rerum Rusticanum, који су сви дали детаљан и лирски опис вртова римских вила.
Плиније Млађи је описао свој живот у својој вили у Лаурентуму: „... добар живот и истински, који је срећан и частан, вреднији него што може бити било који „посао“. Требало би да искористите прву прилику да напустите вреву и бескорисна градска занимања и посветите се књижевности или разоноди“. Сврха баште, према Плинију, била је отијум, што би се могло превести као осама, спокој или опуштање. Башта је била место за размишљање, читање, писање и опуштање.
Плиније је описао осенчене стазе оивичене живим оградама, украсним партерима, фонтанама и дрвећем и жбуњем подшишаним у геометријске или фантастичне облике; све карактеристике које ће постати део будућег ренесансног врта.

### Италијански средњовековни вртови
Италијанске средњовековне баште биле су ограђене зидовима и биле су посвећене узгоју поврћа, воћа и лековитог биља, а у случају манастирских башта, тихој медитацији и молитви. Генерално, манастирски типови вртова су се састојали од кухињских вртова, баште лековитог биља, гробљанских воћњака и винограда. Поједини манастири су могли имати и „зелено двориште“, парцелу од траве и дрвећа на којој су могли да пасу коњи, као и приватне баште за послушнике, монахе који су имали одређена места у манастиру.

### Италијанске ренесансне баште
Италијанска ренесансна башта настала је крајем петнаестог века у вилама у Риму и Фиренци, инспирисана класичним идеалима реда и лепоте, и намењена за уживање у погледу на башту и пејзаж иза, за контемплацију и уживање у призорима, звуковима и мирисима саме баште.
Током касне ренесансе, баште су постале веће и још симетричније, и биле су испуњене фонтанама, статуама, пећинама, воденим оргуљама и другим садржајима дизајнираним да одушевљавају своје власнике и забављају и импресионирају посетиоце.
Док су ране италијанске ренесансне баште биле дизајниране за контемплацију и уживање са тунелима зеленила, дрвећем за хлад, затвореном тајном баштом и пољима за игру и забаву, Медичи, владајућа династија Фиренце, користила је вртове да демонстрира своју моћ и величанственост. „Током прве половине шеснаестог века, величанственост је почела да се доживљава као кнежевска врлина, а широм италијанског полуострва архитекте, вајари, сликари, песници, историчари и научници хуманисти добили су налог да осмисле величанствену слику за своје моћне покровитеље." На централној фонтани у Вили ди Кастелу налазила се статуа Херкула, која је симболизовала Козима де Медичија, владара Фиренце, и козу са рибљим репом која је била амблем Медичија; врт је представљао моћ, мудрост, ред, лепоту и славу коју су Медичији донели у Фиренцу.

## Галерија
- Вила Медичи у Фјезолу,(1455–1461), на месту најстарије постојеће италијанске ренесансне баште.
- Брамантеов дизајн за двориште Белведере, Рим, (1504–1513)
- Вила Мадама, Рим, (1516)
- Лунета Виле ди Кастело како је изгледала 1599. године, насликао Ђусто Утенс
- Нептунова фонтана (у првом плану) и водене оргуље (у позадини) у баштама Виле д'Есте, (1550–1572)
- Алеја сто фонтана, Вила д'Есте
- Сакро Боско, Уста Оркуса, Лацио (1552–1585)
- Вртови виле Ланте
- Поглед на врт Боболи, Фиренца
- Врт Ђусти, Верона
- Палата у Казерти

## Утицаји на друге баштенске стилове

### Француски врт
Форма француске баште била је под снажним утицајем италијанских вртова ренесансе, а у великој мери је фиксирана средином 17. века.
После свог похода на Италију 1495. године, где је видео вртове и замкове Напуља, краљ Шарл VIII је довео италијанске занатлије и дизајнере баште, као што је Пачело да Меркољано из Напуља, и наредио изградњу башта у италијанском стилу у својој резиденцији у дворцу Амбоаз. Његов наследник Анри II, који је такође путовао у Италију и упознао Леонарда да Винчија, дао је да се направи италијанска башта у близини у дворца Блоа. Почевши од 1528. године, француски краљ Франсоа I створио је нове баште у палати Фонтенбло, у којима су се налазиле фонтане, партери, шума борова донета из Провансе и прва вештачка пећина у Француској. Дворац Шенонсо је имао две баште у новом стилу: једну створену за Дијану од Поатјеа 1551. године, а другу за Катарину Медичи 1560. године.
Године 1536. архитекта Филиберт де л'Орме, по повратку из Рима, створио је вртове дворца Ане пратећи италијанска правила пропорција. Пажљиво припремљена хармонија, са партерима и површинама воде интегрисаним са деловима зеленила, постала је један од најранијих и најутицајнијих примера класичне француске баште.

### Енглески врт
Постоји известан италијански утицај у елизабетанском делу баште у Хардвик холу. Италијанска башта у Вотон Хаусу у Сарију, коју су између 1643. и 1652. засадили Џон Евелин (1620–1706) и његов старији брат Џорџ је најпознатија карактеристика те куће.
- Bosco sacro: Свето дрво. Гај дрвећа инспирисан гајевима у којима би се пагани клањали. У ренесансним и посебно маниристичким вртовима овај део је био испуњен алегоријским статуама животиња, дивова и легендарних створења.
- Fontaniere: Конструктор фонтана, хидрауличар, инжењер који је пројектовао систем воде и фонтане.
- Giardino segreto: Тајна башта. Затворена приватна башта у башти, инспирисана манастирима средњег века. Место за читање, писање или тихе разговоре.
- Giochi d'acqua: Водени трикови. Скривене фонтане које би натопиле неочекиване посетиоце.
- Semplici: "Једноставне" или лековите биљке.